# چوچاغ
چوچاغ (نام علمی: Eryngium planum)، نوعی سبزی در شمال ایران است که به صورت خودرو می روید و از گیاهان خوراکی و معطر گیلانی است. نام این سبزی در تالشی بلیش در گیلکی چوچاغ و در مازندران زلنگ است و نام گیلکی این سبزی در فارسی رایج شده است.  این گیاه معمولاً بعد از آسیاب شدن (به صورت تازه یا خشک) به زیتون پرورده اضافه میشود و طعم دلچسب و لذیذی به زیتون پرورده می دهد. سبزی تازه یا خشک چوچاغ همچنین در غذاهایی مانند اناربیج، مرغ شکم‌پر، دلار، خورشت ترش‌واش و سایر غذاهای گیلانی استفاده می شود.

## خواص دارویی
چوچاغ در طب سنتی اروپایی به عنوان ادرارآور و محرک استفاده می‌شود که این خواص به دلیل وجود روغن‌های ضروری و ترکیبات زیست‌فعال در آن است.

## تحلیل
گروه‌های ترکیبات زیست‌فعال موجود در چوچاغ شامل اسیدهای فنولیک، ساپونین‌های تری‌ترپنوئیدی، فلاونوئیدها، کومارین‌ها و اسانس‌های روغنی هستند. این تنوع گسترده ترکیبات منعکس‌کننده کاربردهای متنوع آن است.